# Susan Delfino
Susan Delfino (née Bremmer, ex-Mayer) est l'un des personnages principaux du feuilleton Desperate Housewives, interprété par Teri Hatcher.

## Nom du personnage
Née Susan Bremmer, elle est connue dans les trois premières saisons sous le nom de Susan Mayer du nom de son premier mari (dont elle est divorcée), Karl Mayer. Dans la quatrième saison, elle épouse Mike Delfino et devient Susan Delfino. À la suite de son divorce avec Mike entre les saisons 4 et 5, elle redevient Susan Mayer mais elle se remarie avec Mike dans la saison 6, adoptant à nouveau le nom Susan Delfino, qu'elle garde après la mort de Mike.

## Histoire du personnage

### Avant la série
Susan a été élevée seule par sa mère Sophie Bremmer, qui lui a fait croire que son père était un membre de la marine marchande tué pendant la guerre du Viêt Nam. Pom-pom girl au lycée, elle obtint son diplôme en tant que major de promotion,. Elle étudia ensuite dans un collège communautaire, d’où elle ressort avec une maitrise d’art en poche,, ce qui lui permit d’écrire et illustrer des livres pour enfants, le premier intitulé Il y a des fourmis dans mon panier de pique-nique (Ants in My Picnic Basket en version originale).
Dans sa vingtaine, elle épousa Karl Mayer et donna naissance à une fille, Julie, à ses vingt-six ans. En 1992, la famille Mayer emménagea au 4353, Wisteria Lane, où Susan fit la rencontre de Mary Alice Young, sa nouvelle voisine, ainsi que Katherine Mayfair (qui quittera Wisteria Lane quelques années plus tard en 1998). Elles devinrent vite amies, tout comme avec ses autres voisines quand elles emménagèrent, Bree Van de Kamp, Lynette Scavo et Gabrielle Solis.
Cependant, Susan ne s'entendit pas avec toutes ses voisines. Ainsi, lorsqu'Edie Britt emménagea à Wisteria Lane, la blonde fut le centre des commérages de ses voisines à cause de sa tenue ostentatoire. Elles devinrent vite amies après leur première rencontre basée sur un malentendu. Cette amitié partit aussi vite qu'elle était apparue quand elle apprit qu'Edie couchait avec le mari d'une de ses amies. Les deux femmes partagent depuis une relation aigre-douce, tantôt amicale, tantôt conflictuelle, mais ce fut Edie qui révéla à Susan la liaison de son mari avec sa secrétaire, Brandi.
Ainsi, après douze ans de mariage, et plusieurs infidélités, dont avec Edie, Karl quitte Susan pour sa secrétaire, ce qui la plonge dans une profonde dépression.

### Saison 1
Au début de la série, Susan est une mère divorcée et célibataire qui illustre des livres pour enfants. Après son divorce avec Karl Mayer, elle a obtenu la garde de sa fille, Julie Mayer. 
Elle a une aventure avec Mike Delfino, qu'elle rencontre dès le premier épisode aux funérailles de Mary-Alice Young. Sa fille Julie l'encourage activement à le séduire. Se sentant en compétition avec Edie Britt, elle met le feu par accident à la maison de celle-ci un soir, après s'être introduite par effraction chez elle. 
Elle est de nature maladroite, et son personnage incarne le stéréotype d'une femme démunie cherchant de l'aide. Dans un épisode, par exemple, Susan se retrouve bloquée à l'extérieur de sa maison, complètement nue, la serviette de bain qu'elle portait étant restée coincée dans la portière de la voiture de son ex-mari. Elle essaie alors de rentrer chez elle par une fenêtre, mais tombe dans un buisson où elle est découverte par Mike.
De nature également curieuse, Susan se méfie de Paul Young et de son fils, Zach Young à qui elle défend d'approcher sa fille, le décrivant comme fou. Elle mène d'ailleurs sa propre enquête sur les mystères de la famille Young et de Mike Delfino. En outre, elle en apprend plus, au cours de cette saison, sur l'identité de son père biologique, malgré le fait que celui-ci ne souhaite pas la reconnaître.

### Saison 2
(juin 2018).
Susan se remet avec Mike, qu'elle découvre être le père biologique de Zach. Ayant du mal à accepter l'idée que ce dernier fasse partie de sa vie, elle se débrouille pour éloigner Zach de Wisteria Lane. En effet, alors qu'elle tente d'aider Mike à retrouver le jeune garçon en fugue, elle lui donne de l'argent afin qu'il puisse se rendre dans l'Utah, où il pense pouvoir retrouver son père. Lorsque Mike découvre qu'elle a effectivement retrouvé Zach mais l'a encouragé à partir, il la quitte.
Susan tente par la suite de se réconcilier avec Mike. Celui-ci a du mal à lui pardonner, mais il éprouve malgré tout des sentiments pour elle. Lorsque Edie met volontairement feu à la maison de Susan, Mike l'aide à prouver sa culpabilité, ce qui les rapproche à nouveau. Lentement mais sûrement, leur relation reprend là où elle s'était arrêtée : Susan, qui vit dans une caravane en attendant la restauration de sa maison, invite ainsi Mike à un dîner romantique. Mais le jeune homme est renversé sur son chemin vers chez Susan par une voiture conduite par… Orson, le nouvel ami de Bree.

### Saison 3
(juin 2018).
Susan est toujours liée à Mike Delfino, plongé dans le coma après avoir été renversé intentionnellement par Orson Hodge. Mike ne se réveille que 6 mois plus tard, 6 mois durant lesquels Susan apprend à connaître Ian Hainsworth, dont l'épouse se trouve également dans un profond coma. Elle en tombe amoureuse.
Elle prend sur le fait Austin McCann, le petit ami de Julie, en train de coucher avec Danielle Van de Kamp, ce qui cause la rupture des deux adolescents.
Après la mort de Jane, l'épouse de Ian, ce dernier demande Susan en mariage. Susan découvre en même temps que Mike s'apprêtait à faire la même chose le soir où il a été renversé, ce qui sème le doute dans son esprit. Plus tard, Susan se rend compte qu'elle aime encore Mike et décide de retourner vivre en Angleterre. À la fin de la saison, Susan demande Mike en mariage, quelques secondes avant qu'il ne lui fasse sa demande lui aussi. Ne pouvant se permettre le mariage dispendieux dont elle rêvait initialement, et qui pousse son bien-aimé à travailler de manière démesurée, Susan organise - avec l'aide de sa fille Julie - un mariage des plus romantiques dans les bois, en pleine nuit, éclairé par quelques lampions de couleur…

### Saison 4
(juin 2018).
Toujours accroché à son drame, Susan Delfino ne croit pas que Mike est heureux et pense que leur mariage est voué à l'échec jusqu'à ce que son nouveau gynécologue, Adam Mayfair, l'informe qu'elle est enceinte. Elle tente alors d'obtenir un nouveau médecin auprès de Bree mais puisque cette dernière simulait sa grossesse, elle finit par envoyer Susan à un terrible médecin. Quand finalement Susan la confronte, elle ment de nouveau pour justifier le malaise entre elles(qui est principalement dû au fait que Bree cherchait à éviter les effusion de Susan et qu'elle était gênée par la situation de sa fille). [1] Susan et Mike rencontrent leur premier écueil quand elle essaie désespérément de plaire aux nouveaux voisins, ce qui l'amène involontairement  à ruiner l'un de leurs costumes et conduit à Mike à crier sur elle quand il doit  payer pour le remplacer. [2] Ces nouveaux voisins lui posent encore un plus gros  problème en installant une horrible et bruyante fontaine devant chez eux. Cela conduit Susan à hésiter lorsqu'elle doit choisir entre Lynette et Katherine pour présider le conseil de quartier. Lynette est une plus proche amie, mais Katherine a promis de se débarrasser de la fontaine, Susan opte donc pour Katherine. Lynette est manifestement déçue, mais elles ne tardent pas à faire la paix. Susan la réconforte quand elle lui révèle qu'elle pense ruiner  l'enfance de ses enfants [3]. Elle découvre alors que le père de Mike est un assassin sans scrupules, mais est soulagée d'apprendre qu'il a des remords d'avoir ruiné la vie de son fils.
Susan apprend bientôt que Mike utilise de nouveau des médicaments. Elle l'interroge à ce sujet, mais il nie et se débarrasse même  de ses pilules pour convaincre  Susan de sa bonne foi. Cependant, plus tard, il récupère les pilules qu'il avait jetées dans l'évier.
Plus tard, Susan Delfino découvre que Mike prend toujours  le même type de pilules qu'il avait jetées. Plus tard dans la nuit, quand Mike est endormi, elle trouve plus de pilules dans son camion et découvre que la personne qui les lui a prescrites est… Orson. Lorsque Susan et Mike commencent à se disputer à ce sujet.
Dans l'épisode 4.09 "Something's Coming", Susan interroge Mike sur les pilules. Les deux se disputent, et Mike accidentellement la pousse dans les escaliers. À l'hôpital, Mike se retrouve dans une bagarre avec l'un des préposés, et doit être menotté. Susan conseille Mike sur un programme de désintoxication, Mais il refuse de se faire désintoxiquer, jusqu'à ce qu'elle menace de le quitter s'il ne se débarrasse pas de sa dépendance. Mike accepte alors de suivre le programme. Le médecin dit à Susan que son bébé va bien. Après la tornade, Susan permet à Bree, Orson, et leur bébé Benjamin de s'installer chez elle. Au départ Susan n'y est pas très favorable, mais par la suite, elle apprécie d'avoir Bree, parce que cela lui donne l'impression que sa vie est moins un échec. Le mari de Susan, Mike sera de retour de sa désintoxication pour le bébé.
Dans l'épisode 4.15 "Mother Said" la mère de Mike, Adele Delfino vient leur rendre visite. Adele apporte à Susan  un livre de recettes en cadeau, car elle avait entendu de Mike que Susan n'était pas une bonne cuisinière. Adele lui propose également de lui apprendre à cuisiner. Adele aborde leurs problèmes financiers, alors qu'elle et Susan préparent à dîner un soir, mais Susan insiste sur le fait qu'ils n'ont pas de problèmes financiers puisque les deux ont un emploi, mais Adele pense que le travail de Susan comme illustrateur de livres pour enfants ne paie pas beaucoup. Quand Adele, Mike et Susan vont à un restaurant pour le déjeuner, Susan se plaint à Mike  au sujet de sa mère Adèle, Mike insiste sur le fait que sa mère tente de les aider. Comme Adele continue de dénigrer Susan, en proposant de rester pour embellir la maison, Susan l'interrompt en renversant sa boisson sur sa jambe en simulant une contraction. Susan entre ensuite en travail lorsque Mike avoue à sa mère que certaines choses qu'elle a dites ont pu blesser Susan.  L'épisode se termine quand Susan embrasse son garçon nouveau-né.
La finale de la saison 4 de Mike et Susan se disputent à nouveau sur le nom de leur bébé, mais ils tombent finalement d'accord sur Conner. Mike apprend alors à l'hôpital que son grand-père, Maynard, est mort, et souhaite transmettre son nom à son fils après lui. Susan confie qu'elle déteste ce nom: elle le modifie donc dans le dos de Mike. Quand il le découvre, il lui explique exactement pourquoi il veut le nommer Maynard, et Susan accepte.

### Saison 5
(juin 2018).
L'action se déroule cinq années après la fin de la saison 4. On voit Susan entretenant une liaison avec un peintre. Un flash-back nous apprend que Susan et Mike ont eu un accident de voiture qui a coûté la vie à une femme et sa petite fille de 3 ans ; Susan s'en est mal remise émotionnellement au contraire de Mike, ce qui créa de vives tensions dans le couple. Susan subit la pression de son amant qui ne comprend pas qu'elle cache leur relation mais Susan ne semble pas remise non plus de sa séparation d'avec Mike. Jackson veut emménager avec Susan mais elle ne se sent pas prête et il la quitte. Ils décident de se redonner une seconde chance. Elle lui présente Julie qui vient avec son nouveau petit ami (divorcé 3 fois) de 40 ans, qu'elle trouve trop vieux pour être avec Julie.
Elle rompt avec Jackson dans le 12e épisode, et elle est déçue d'apprendre que Katherine Mayfair sort avec Mike et qu'ils lui cachent. Pour aider son fils MJ à aller dans une école privée assez couteuse elle demande un travail, n'importe lequel, au directeur de l'établissement et obtient un poste d'assistante d'une enseignante d'art. Elle entre souvent en conflit avec Katherine Mayfair notamment à cause de son fils, et d'un tableau qu'elle avait fait pour Mike pendant leur lune de miel et qu'elle a caché lors de son emménagement avec Mike après avoir appris qu'il était de Susan. On apprend aussi qu'elle n'a plus d'éditeur (son premier travail étant illustratrice pour enfants), elle est confrontée à son ex-mari Karl Mayer et à son étrange fils qui fait des dessins morbides, on comprend que c'est à cause de sa mère, la femme de Karl qui l'a quitté, ne se sentant pas capable d'être mère.
Susan est par la suite très affectée par le décès d'Edie Britt, morte dans un accident de voiture. On apprend que Susan et Edie avaient tout pour être les meilleures amies du monde lors de leur première rencontre, mais tout se compliqua dès qu'Edie coucha avec le mari d'une de ses voisines. On apprend aussi que c'est Edie qui fut la première à découvrir la liaison de Karl Mayer avec Brandy, sa secrétaire, mais Susan ne l'écouta pas. Elle disperse les cendres d'Edie dans son jardin avec Gaby, Bree, Lynette et Karen MCclueskey. Elle tente de réconforter Dave après le décès d'Edie et prend son pistolet, ses ceintures et couteaux, le croyant suicidaire. Elle avoue à Dave que c'est elle qui conduisait dans l'accident qui a tué Lila et Paige Dash, mais vu qu'elle n'avait pas ses papiers, ce fut Mike qui s'accusa à sa place. Jackson Braddock revient et demande en mariage Susan pour éviter d'être expulsé du territoire américain, étant canadien. Susan envisage de l'épouser pour lui permettre de rester aux États-Unis.
Dave Williams lui propose de partir en week-end avec lui et MJ. Après plusieurs hésitations, Susan accepte et ils prennent la route ensemble. Dans l'épisode 5.24 "Dans la peau de Dave Dash", Susan est dans la voiture avec Dave et MJ, elle reçoit un appel de Mike, qui lui dit que Dave s'appelle en réalité Dave Dash et que c'est le mari de la femme qu'ils ont renversé il y a quelques années et que ce week-end est un moyen pour Dave de les tuer, elle et MJ. Susan va être prise en otage par Dave, qui va menacer Mike au téléphone et lui donner rendez-vous au même endroit où sa femme et sa fille sont mortes. Susan va se retrouver attachée à un arbre et Dave lui dit qu'il a l'intention de tuer Mike et MJ. Lorsque Mike arrive, Dave fonce sur lui avec sa voiture, où se trouve MJ. Susan arrive à se détacher et assiste, les larmes aux yeux, à l'accident. Elle court jusqu'à la voiture et découvre MJ, vivant, sans blessures. Dave l'avait fait sortir de la voiture. Mike a survécu, il est blessé. Susan et lui se prennent dans les bras avec MJ et s'embrassent. À la fin de l'épisode, Mike épouse une femme dont l'identité est cachée.

### Saison 6
(juin 2018).
Lors du premier épisode, on découvre que la femme de Mike est de nouveau Susan, chose qui déplait fortement à Katherine. Les deux femmes se disputeront et Susan enfermera Katherine dans une armoire pendant le mariage. Après les noces, Katherine apparait et Susan demandera pardon à son amie. Mais Katherine ne semble pas prête à lui pardonner… On découvre également que la fille de Susan s'est fait étrangler par une personne dont on ignore encore l'identité. Julie restera inconsciente pendant quelques jours à l'hôpital. Les jours passent et Susan est bien déterminée à connaître l'identité de l'agresseur. À la suite du premier épisode, les accusations de Susan sont portées sur Danny Bolen. On découvre que cela ne pouvait pas être lui car il n'était pas présent au moment des faits. En effet, une caméra de surveillance a permis de le disculper. 
Peu de temps avant le réveil de Julie, Susan apprend deux nouvelles bouleversantes à propos de sa fille : Elle avait une relation amoureuse avec un homme marié, et elle a arrêté ses études de médecine pour faire un boulot de serveuse. À la fin de l'épisode 4, on apprend que l'homme marié est en fait Nick Bolen. Et il semblerait que leur relation soit terminée définitivement. Susan et Katherine continuent à être en conflit jusqu'à ce que Susan tire accidentellement sur sa rivale lui blessant ainsi l'épaule : Susan en répondra devant la loi qui la contraint à faire des travaux d'intérêts généraux. 
Dans l'épisode 9, Susan découvre que Bree et son ex-mari Karl ont une liaison. Dans l'épisode suivant, Katherine dénonce Mike à la police en disant qu'il l'a poignardé, Susan essaye donc de déméler le vrai du faux et réussit à faire interner sa rivale à l'aide de la fille de cette dernière. À la suite du crash d'avion, Karl, l'ex-mari de Susan meurt et lui lègue un club de strip-tease. Susan apprendra que Mike fréquente ce club et décide donc de faire un strip-tease dans le club à la suite d'un conflit entre les deux époux. Elle rencontrera une jeune strip-teaseuse, Robin Gallagher, avec qui elle se liera d'amitié et la poussera à quitter son travail. Robin viendra vivre peu de temps chez Susan avant de déménager chez Katherine.
Plus tard, elle pousse Roy Bender à épouser Karen McCluskey. Elle mettra ensuite tout en œuvre afin de faire gagner son fils à un concours scolaire face à Juanita Solis. Susan découvre ensuite les problèmes financiers que son mari lui a caché. Plus tard, Carlos prête une somme d'argent à Mike sans que celui-ci ne le dise à Susan. Dans l'épisode 20, on découvre que c'est Eddie Orlofsky qui a étranglé Julie. Ce dernier voulait étrangler Susan car il a mal pris le fait qu'elle ait rit lorsqu'il l'a demandée en mariage, mais dans la nuit, il crut apercevoir la silhouette de Susan qui n'était en réalité que Julie. Ensuite, Susan et Gaby découvriront la supercherie de leurs maris et décident de se venger. En raison des problèmes financiers, Susan décide de louer sa maison et de quitter Wisteria Lane. Dans le dernier épisode, Teresa, une infirmière confie à son prêtre qu'elle a inversé 2 bébés dans le passé, on ne sait pas si l'enfant concerné appartient à Susan. La saison se termine sur Susan quittant Wisteria Lane et Paul Young venant louer sa maison.

### Saison 7
(juin 2018).
Susan se voit obligée de quitter Wisteria Lane, faute d'argent, et doit louer sa maison. Elle emménage donc avec sa famille en ville, dans un nouvel appartement. Afin de réintégrer Wisteria Lane, elle accepte la proposition peu commune de sa propriétaire. Celle-ci gère un site coquin où de jeunes et jolies femmes font le ménage en petite tenue, devant une caméra. L'emploi pouvant rapporter gros, le degré de nudité étant limité au port de lingerie fine, et les clients étant principalement dans d'autres pays, elle accepte l'offre. Très lucratif, ce job n'en reste pas moins embarrassant. De ce fait, Susan prend la décision de n'en parler à personne, pas même son époux. Ce n'est que lorsque l'entreprise se développe sur le marché américain, qu'elle finit par révéler le pot aux roses. En effet, ayant été choisie, à son insu, pour être l'égérie de l'entreprise, Paul Young découvre des affiches d'elle et tente de la faire chanter afin qu'elle lui vende sa maison. Il finit par dénoncer l'activité de Susan à un des parents d'élèves de l'école où elle enseigne… école qui la met alors à la porte. Sans emploi et sans argent, elle accepte alors d'être la nouvelle nourrice des Scavo.
La manifestation organisée contre le projet de Paul d'ouvrir un centre de réhabilitation pour prisonnier tourne mal, et à la suite d'un mouvement de panique de la foule, Susan est gravement blessée. Elle doit subir une greffe de rein et doit subir une dialyse 3 fois par semaine. Julie se propose tout d'abord comme donneuse mais Susan refuse et Julie a appelé sa grand-mère qui refuse de donner son rein, car elle a le cancer. Beth Young décide de lui faire don de son rein. Voulant passer devant Bree, également compatible, et n'ayant plus de raison de vivre, Beth Young orchestre son suicide aux urgences. 
Susan décide ensuite d'aider Paul en lui cuisinant des plats mais Felicia Tilman, entretemps libérée de prison, empoisonne tous les plats. À la fin de la saison, Paul lui rend la maison et se dénonce après avoir échappé de peu à la mort.

### Saison 8
(juin 2018).
Dès le premier épisode, Susan et ses amies enterrent le corps d'Alejandro, le beau-père de Gabrielle Solis. Susan promet à contre-cœur de garder le secret, mais il est trop lourd à porter pour elle et l'éloigne petit à petit de ses amies qui ne cessent de l'encourager à reprendre une vie normale. Susan ne peut plus mentir à Mike et lui fait part de son secret, ce qui le met dans une colère noire pendant un temps. Se sentant toujours coupable, Susan retrouve la famille d'Alejandro qui finissent par apprendre la vérité, sans toutefois dénoncer personne.
Par la suite, la mort frappera à nouveau Susan lorsque Mike est tué devant elle par l'usurier de Ben. Susan n'aura pas d'autre choix que d'aller de l'avant pour sa famille et la grossesse de Julie l'aidera à aller dans ce sens. Mais le vide laissé par la disparition tragique de Mike et l'avenir de Julie pouvant être compromis, Susan fait le choix de vendre sa maison et d'accompagner Julie dans la ville où se trouve son université pour l'épauler et l'aider afin que Julie poursuive ses études. Lors de l'épisode final, Susan est la première des Housewives à quitter Wisteria Lane avec ses enfants et sa petite-fille.

## Après la série…
On ne sait pas grand chose à part que Susan quitte Wisteria Lane avec Julie MJ et sa petite fille pour permettre à Julie de poursuivre ses études. Elle se rend donc dans la ville où étudie Julie. On apprend aussi grâce à Mary-Alice, que les 4 housewives ne se rencontreront plus toutes ensemble pour jouer au poker.[réf. souhaitée]

## Apparence
Avant la saison 5, Susan arbore un style très simple et sobre, que l'on peut qualifier de décontracté et pas nécessairement à la mode. Elle est brune et a les cheveux aux épaules mais elle n'y porte pas une grande attention. Après le saut de 5 ans dans le futur, le style de Susan change complètement. Elle devient beaucoup plus classe et à la mode dans sa façon de s'habiller et sa coiffure devient beaucoup plus structurée. Cependant, depuis la saison 6, Susan retrouve son style d'origine, plus simple, qui la différencie des autres housewives.[réf. souhaitée]

## Anecdotes
- Susan Mayer devait, à l'origine, s'appeler Susan Meyer.
- Courteney Cox et Heather Locklear qui étaient les deux premières actrices choisies par Marc Cherry pour interpréter le rôle de Susan, ont décliné l'offre, Courteney étant enceinte et Heather jouant dans la série LAX. Michelle Rodríguez, Calista Flockhart ou encore Mary-Louise Parker ont aussi été pressenties pour interpréter le rôle.

## Arbre généalogique
|  |  | Carol Prudy  | Carol Prudy  | Carol Prudy  | Carol Prudy  | Carol Prudy          | Carol Prudy  |            |            | Addison Prudy | Addison Prudy | Addison Prudy | Addison Prudy | Addison Prudy | Addison Prudy |             |             | Sophie Bremmer - Flickman | Sophie Bremmer - Flickman | Sophie Bremmer - Flickman | Sophie Bremmer - Flickman | Sophie Bremmer - Flickman | Sophie Bremmer - Flickman |              |              | Mortimer Flickman | Mortimer Flickman | Mortimer Flickman | Mortimer Flickman | Mortimer Flickman | Mortimer Flickman |  |  |  |  |
|  |  | Carol Prudy  | Carol Prudy  | Carol Prudy  | Carol Prudy  | Carol Prudy          | Carol Prudy  |            |            | Addison Prudy | Addison Prudy | Addison Prudy | Addison Prudy | Addison Prudy | Addison Prudy |             |             | Sophie Bremmer - Flickman | Sophie Bremmer - Flickman | Sophie Bremmer - Flickman | Sophie Bremmer - Flickman | Sophie Bremmer - Flickman | Sophie Bremmer - Flickman |              |              | Mortimer Flickman | Mortimer Flickman | Mortimer Flickman | Mortimer Flickman | Mortimer Flickman | Mortimer Flickman |  |  |  |  |
|  |  |              |              |              |              |                      |              |            |            |               |               |               |               |               |               |             |             |                           |                           |                           |                           |                           |                           |              |              |                   |                   |                   |                   |                   |                   |  |  |  |  |
|  |  |              |              |              |              | Karl Mayer           | Karl Mayer   | Karl Mayer | Karl Mayer | Karl Mayer    | Karl Mayer    |               |               | Susan Mayer   | Susan Mayer   | Susan Mayer | Susan Mayer | Susan Mayer               | Susan Mayer               |                           |                           | Mike Delfino              | Mike Delfino              | Mike Delfino | Mike Delfino | Mike Delfino      | Mike Delfino      |                   |                   |                   |                   |  |  |  |  |
|  |  |              |              |              |              | Karl Mayer           | Karl Mayer   | Karl Mayer | Karl Mayer | Karl Mayer    | Karl Mayer    |               |               | Susan Mayer   | Susan Mayer   | Susan Mayer | Susan Mayer | Susan Mayer               | Susan Mayer               |                           |                           | Mike Delfino              | Mike Delfino              | Mike Delfino | Mike Delfino | Mike Delfino      | Mike Delfino      |                   |                   |                   |                   |  |  |  |  |
|  |  |              |              |              |              |                      |              |            |            |               |               |               |               |               |               |             |             |                           |                           |                           |                           |                           |                           |              |              |                   |                   |                   |                   |                   |                   |  |  |  |  |
|  |  | Porter Scavo | Porter Scavo | Porter Scavo | Porter Scavo | Porter Scavo         | Porter Scavo |            |            | Julie Mayer   | Julie Mayer   | Julie Mayer   | Julie Mayer   | Julie Mayer   | Julie Mayer   |             |             | Maynard James Delfino     | Maynard James Delfino     | Maynard James Delfino     | Maynard James Delfino     | Maynard James Delfino     | Maynard James Delfino     |              |              |                   |                   |                   |                   |                   |                   |  |  |  |  |
|  |  | Porter Scavo | Porter Scavo | Porter Scavo | Porter Scavo | Porter Scavo         | Porter Scavo |            |            | Julie Mayer   | Julie Mayer   | Julie Mayer   | Julie Mayer   | Julie Mayer   | Julie Mayer   |             |             | Maynard James Delfino     | Maynard James Delfino     | Maynard James Delfino     | Maynard James Delfino     | Maynard James Delfino     | Maynard James Delfino     |              |              |                   |                   |                   |                   |                   |                   |  |  |  |  |
|  |  |              |              |              |              |                      |              |            |            |               |               |               |               |               |               |             |             |                           |                           |                           |                           |                           |                           |              |              |                   |                   |                   |                   |                   |                   |  |  |  |  |
|  |  |              |              |              |              | Sophie Lynette Scavo |              |            |            |               |               |               |               |               |               |             |             |                           |                           |                           |                           |                           |                           |              |              |                   |                   |                   |                   |                   |                   |  |  |  |  |